# Уилям Дейвис Евънс
Капитан Уилям Дейвис Евънс (на английски: William Davies Evans) е роден на 27 януари 1790 в Пембрук, графство Пембрукшър, Уелс, починал на 3 август 1872) в Остенде, Белгия. Евънс е морски офицер и изобретател, познат днес най-вече като шахматист, създател на дебют в шахмата – Гамбит Евънс.